# Shouguang
Shouguang is een stad in de provincie Shandong van China. Bij de volkstelling van 2020 had de stad 728.588 inwoners. Shouguang ligt in de prefectuur Weifang.

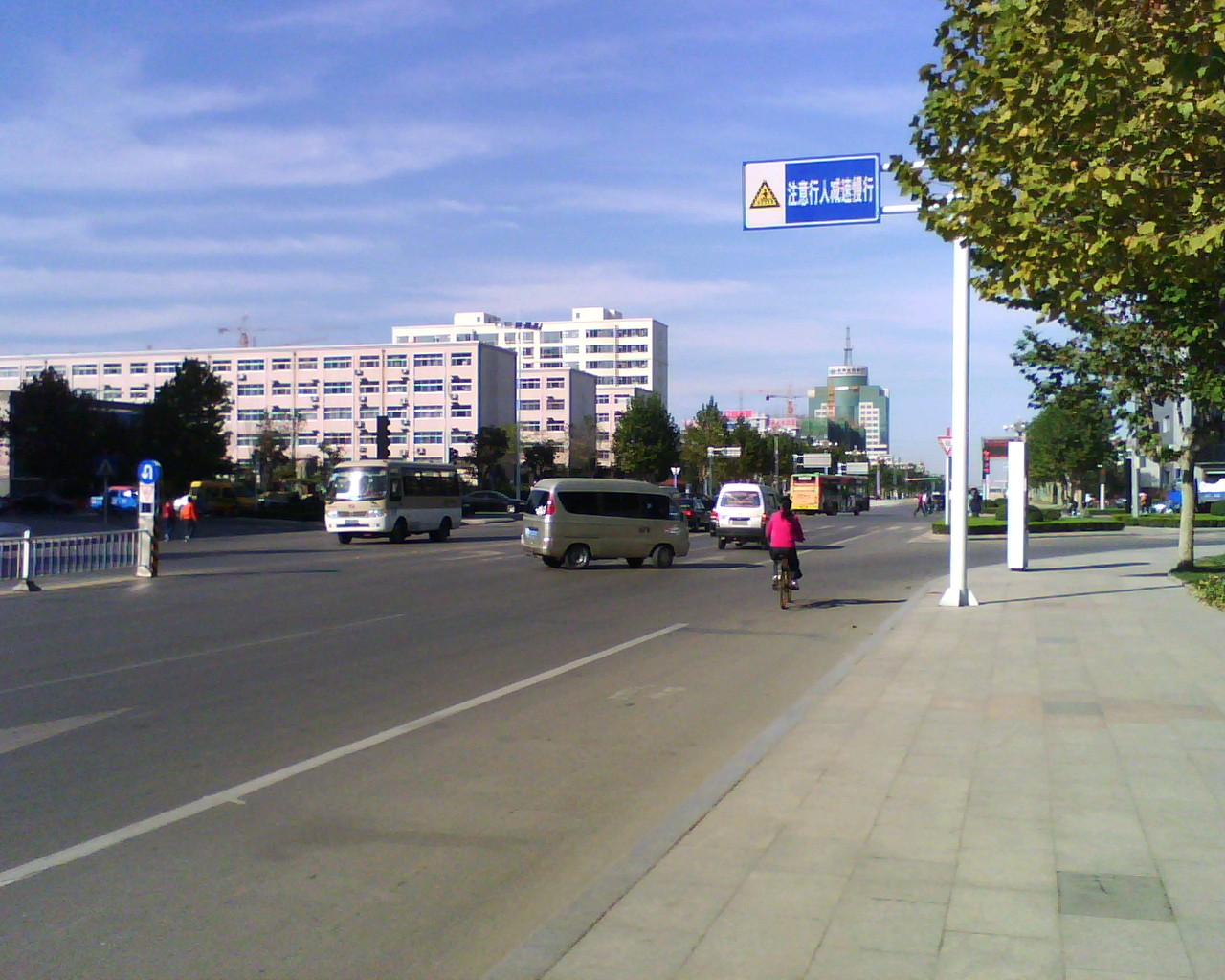
Straatbeeld